# Список локомотивов-памятников Ржева
В данном списке представлены локомотивы-памятники, установленные на вечную стоянку в городе Ржеве. В таблице содержится информация о типе локомотива, времени и месте его установки.
| № п/п | Локомотив-памятник                                   | Год установки | Место установки                                               | Комментарий | Фото |
| ----- | ---------------------------------------------------- | ------------- | ------------------------------------------------------------- | --- | ---- |
| 1     | Паровоз Су 208-64                                    | 1973          | парк «Здоровье», ул. Мира, 1; 56°14′39″ с. ш. 34°19′31″ в. д. | Установлен в ознаменование 30-летия освобождения города Ржева от немецко-фашистских захватчиков: «В память о мужестве и героизме, проявленном ржевскими железнодорожниками в борьбе с немецко-фашистскими захватчиками в годы Великой Отечественной войны». |      |
| 2     | Паровоз Эр785-51                                     | 2021          | о. п. Ржевский мемориал; 56°14′09″ с. ш. 34°16′12″ в. д.      | Подарок от ОАО «РЖД» посетителям историко-туристического маршрута «Москва – Ржевский Мемориал». |      |
| 3     | Железнодорожный кран КЖДЭ-16 и автодрезина АГМу-1058 | 19??          | Ленинградское шоссе, 27; 56°16′14″ с. ш. 34°19′34″ в. д.      | Установлены на территории Учебно-производственного центра №1 Октябрьской железной дороги. |      |